# Austria's Next Topmodel (mùa 4)
Mùa thứ tư của chương trình truyền hình thực tế Austria's Next Topmodel được dựa trên America's Next Top Model của Tyra Banks. Một lần nữa, Lena Gercke là host của chương trình với ban giám khảo là Elvyra Greyer & Atil Kotuglu.
Mùa này bắt đầu vào ngày 12 tháng 1 năm 2012 và bắt đầu với 21 người bán kết. Top 15 thí sinh chung cuộc sẽ tham gia cuộc thi với Yemisi Rieger, người đã được Niki Lauda chọn để tham gia cuộc thi. 16 thí sinh được chọn vào cuộc thi chính.
Vào ngày 22 tháng 1 năm 2012, trong quá trình phát sóng, thí sinh Sabrina Rauch, 21 tuổi đã chết trong một vụ tai nạn giao thông, ba ngày sau khi phát sóng tập phim mà cô đã bị loại. Chương trình đã tưởng nhớ cô ấy vào đầu tập sau.
Người chiến thắng trong cuộc thi là Antonia Hausmair, 16 tuổi từ Burgenland. Cô giành được các phần thưởng là: 1 hợp đồng người mẫu cho Wiener Models, lên ảnh bìa tạp chí Woman và chiến dịch quảng cáo cho trang sức Kornmesser.

## Các thí sinh
(Tuổi tính từ ngày dự thi)
| Thí sinh            | Tuổi | Chiều cao               | Quê quán      | Bị loại ở | Hạng               |
| ------------------- | ---- | ----------------------- | ------------- | --------- | ------------------ |
| Isabelle Raisa      | 16   | 1,70 m (5 ft 7 in)      | Vienna        | Tập 1     | 16–15              |
| Alina Chlebecek     | 18   | 1,70 m (5 ft 7 in)      | Lower Austria | Tập 1     | 16–15              |
| Sabrina Rauch †     | 21   | 1,75 m (5 ft 9 in)      | Styria        | Tập 2     | 14–13              |
| Katharina Mihalovic | 23   | 1,79 m (5 ft 10+1⁄2 in) | Vienna        | Tập 2     | 14–13              |
| Nataša Maric        | 16   | 1,75 m (5 ft 9 in)      | Salzburg      | Tập 3     | 12                 |
| Michaela Schopf     | 21   | 1,72 m (5 ft 7+1⁄2 in)  | Salzburg      | Tập 4     | 11 (dừng cuộc thi) |
| Christine Riener    | 19   | 1,81 m (5 ft 11+1⁄2 in) | Vorarlberg    | Tập 4     | 10                 |
| Madalina Andreica   | 17   | 1,77 m (5 ft 9+1⁄2 in)  | Styria        | Tập 6     | 9                  |
| Yemisi Rieger       | 17   | 1,77 m (5 ft 9+1⁄2 in)  | Vienna        | Tập 7     | 8                  |
| Izabela Pop Kostic  | 20   | 1,70 m (5 ft 7 in)      | Vienna        | Tập 8     | 7                  |
| Nadine Trinker      | 21   | 1,83 m (6 ft 0 in)      | Carinthia     | Tập 9     | 6–5                |
| Bianca Ebelsberger  | 24   | 1,79 m (5 ft 10+1⁄2 in) | Upper Austria | Tập 9     | 6–5                |
| Lana Baltic         | 20   | 1,79 m (5 ft 10+1⁄2 in) | Styria        | Tập 10    | 4                  |
| Melisa Popanicic    | 16   | 1,75 m (5 ft 9 in)      | Tyrol         | Tập 10    | 3                  |
| Gina Adamu          | 17   | 1,75 m (5 ft 9 in)      | Lower Austria | Tập 10    | 2                  |
| Antonia Hausmair    | 16   | 1,75 m (5 ft 9 in)      | Burgenland    | Tập 10    | 1                  |

## Thứ tự gọi tên
| 1  | Lana      | Izabela   | Bianca    | Christine | Izabela   | Gina        | Gina     | Melisa  | Lana    | Antonia | Antonia | Gina    | Antonia |  |  |
| 2  | Antonia   | Katharina | Michaela  | Melisa    | Melisa    | Nadine      | Izabela  | Izabela | Antonia | Lana    | Melisa  | Antonia | Gina    |  |  |
| 3  | Gina      | Yemisi    | Antonia   | Antonia   | Gina      | Bianca      | Melisa   | Nadine  | Nadine  | Gina    | Gina    | Melisa  |         |  |  |
| 4  | Katharina | Antonia   | Yemisi    | Gina      | Antonia   | Izabela     | Lana     | Gina    | Gina    | Melisa  | Lana    |         |         |  |  |
| 5  | Nadine    | Bianca    | Izabela   | Michaela  | Madalina  | Antonia     | Yemisi   | Lana    | Bianca  | Nadine  |         |         |         |  |  |
| 6  | Melisa    | Melisa    | Madalina  | Izabela   | Yemisi    | Madalina    | Nadine   | Antonia | Melisa  | Bianca  |         |         |         |  |  |
| 7  | Nataša    | Nadine    | Gina      | Nadine    | Nadine    | Melisa      | Bianca   | Bianca  | Izabela |         |         |         |         |  |  |
| 8  | Bianca    | Christine | Melisa    | Madalina  | Lana      | Lana Yemisi | Antonia  | Yemisi  |         |         |         |         |         |  |  |
| 9  | Sabrina   | Lana      | Nadine    | Yemisi    | Bianca    | Lana Yemisi | Madalina |         |         |         |         |         |         |  |  |
| 10 | Christine | Madalina  | Lana      | Bianca    | Christine |             |          |         |         |         |         |         |         |  |  |
| 11 | Yemisi    | Sabrina   | Nataša    | Lana      | Michaela  |             |          |         |         |         |         |         |         |  |  |
| 12 | Madalina  | Nataša    | Christine | Nataša    |           |             |          |         |         |         |         |         |         |  |  |
| 13 | Michaela  | Michaela  | Katharina |           |           |             |          |         |         |         |         |         |         |  |  |
| 14 | Isabelle  | Gina      | Sabrina   |           |           |             |          |         |         |         |         |         |         |  |  |
| 15 | Alina     | Alina     |           |           |           |             |          |         |         |         |         |         |         |  |  |
| 16 | Izabela   | Isabelle  |           |           |           |             |          |         |         |         |         |         |         |  |  |

     Thí sinh có tấm ảnh đẹp nhất
     Thí sinh không bị loại khi rơi vào cuối bảng
     Thí sinh bị loại
     Thí sinh dừng cuộc thi
     Thí sinh chiến thắng cuộc thi

### Buổi chụp hình
- Tập 1: Ảnh chân dung và toàn thân trắng đen
- Tập 2: Khỏa thân phần trên với túi xách của Dior
- Tập 3: Tạo dáng trong bộ váy của Roberto Cavalli với lửa
- Tập 4: Khỏa thân cùng với vòi nước
- Tập 5: Ảnh chân dung khóc lóc
- Tập 6: Cặp đôi đồng tính
- Tập 7: Tạo dáng với túi xách Zhu Zhu Pet
- Tập 8: Đồ nội y với người mẫu nam
- Tập 9: Ảnh bìa tạp chí Woman
- Tập 10: Tạo dáng trong vải tơ tằm với rắn